# Línea 33 (EMT Madrid)
La línea 33 de la EMT de Madrid une el intercambiador multimodal de Príncipe Pío con la Casa de Campo.

## Historia

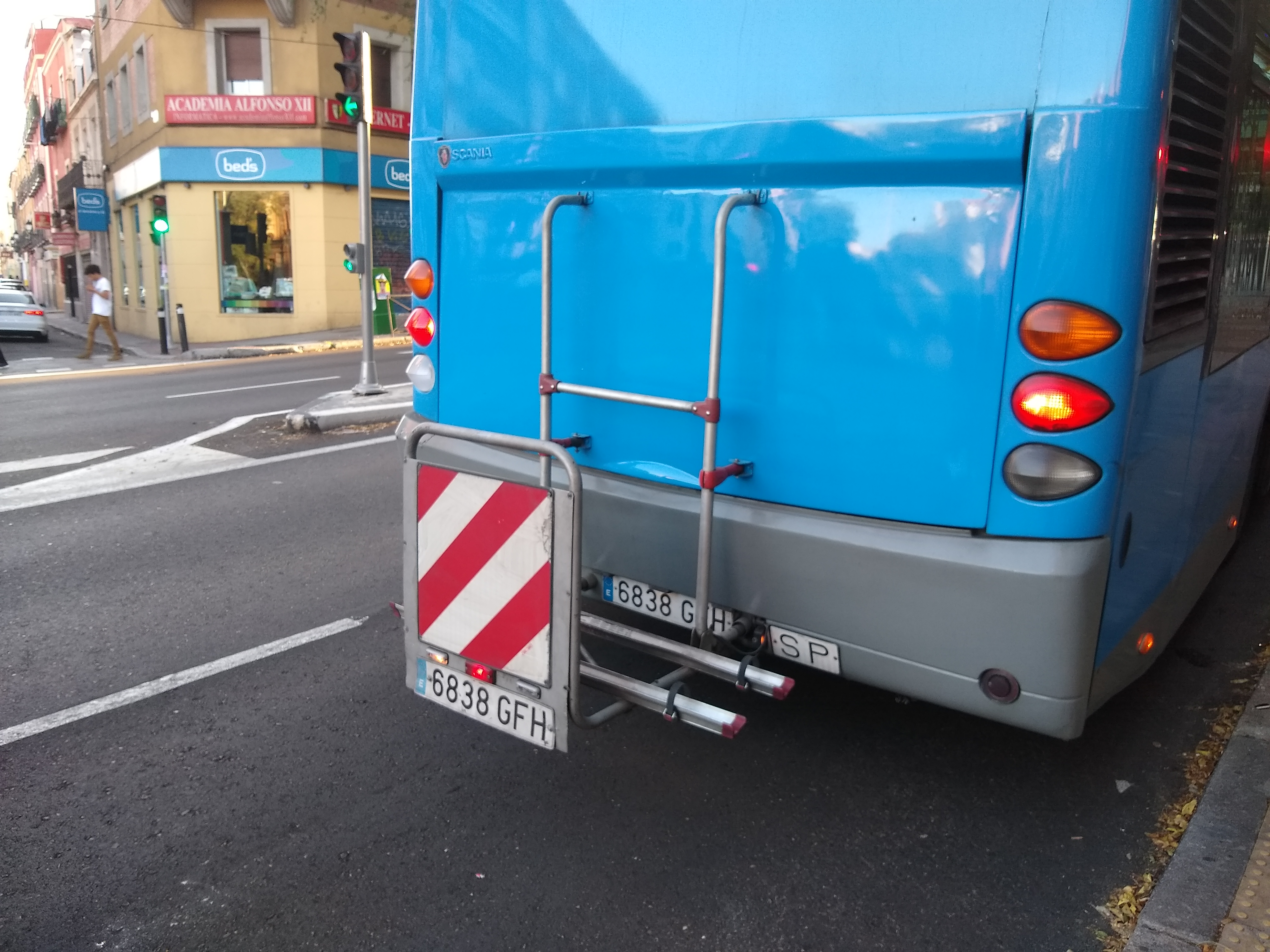
Esta línea fue una de las pocas cuyos autobuses llevaban un portabicis en la parte trasera

La primitiva línea 33 tenía un recorrido completamente diferente, sustituyendo a la línea 50 de tranvías que unía la plaza de la Cebada con Moncloa, cuando aquella fue suprimida, con la salvedad de que la cabecera de la línea 
estaba en la plaza de los Carros, en lugar de en la parte trasera de la plaza de la Cebada, donde estaba la del tranvía, siendo servida en aquel entonces con autobuses Leyland de dos pisos.
En una guía de 1969 nos encontramos de nuevo la línea 33 entre Embajadores y el Pº Juan XXIII: un recorrido muy cercano al que realiza parcialmente la actual C Circular. Su recorrido era el siguiente:
33 Embajadores - Juan XXIIIIda: Embajadores, Ronda de Toledo, Gran Vía San Francisco, Pl. San Francisco, Bailén, Pl. España, Ferraz, Ventura Rodríguez, Princesa, Hilarión Eslava, Pl. Cristo Rey, Isaac Peral y Pº San Juan XXIII. Vuelta: Pº San Juan XXIII, Isaac Peral, Pl. Cristo Rey, Isaac Peral, Arcipestre de Hita, Meléndez Valdés, Princesa, Luisa Fernanda, Ferraz, Pl. España, Bailén, Pl. San Francisco, Puerta de Toledo, Ronda de Toledo y Glorieta Embajadores''
En 1972 la numeración 33 reapareció ya con el sentido del recorrido actual: una línea que unía la plaza de Isabel II con el Parque de Atracciones, complementándose con varias líneas denominadas Z1, Z2, Z3 y Z4 que circulaban hasta el Zoológico desde diferentes puntos de la ciudad: Ventas, Estrecho, Batán y Peña Prieta (Puente de Vallecas).
En 1975, tras una reordenación del tráfico en la Casa de Campo, la línea se amplió hasta el Zoológico.
Tras la reapertura de la estación de Príncipe Pío como intercambiador multimodal de metro, autobús y cercanías en 1995, la cabecera se trasladó aquí al contar con múltiples conexiones.
A partir de 2002, con motivo de la apertura de la estación de Casa de Campo y la creación de un pequeño área intermodal junto a la misma, se prolongó su recorrido desde el Zoológico hasta el mismo y se suprimieron las líneas Z1, Z2, Z3 y Z4 con destino al Parque Zoológico, además del ramal 333, que circulaba solo hasta Parque de Atracciones.

## Horarios
| Todos los días               |                              |                              |                              |                              |                              |                              |                              |                              |                              |                              |                              |                              |                              |                              |                              |                              |                              |                              |                              |                              |                              |                              |                              |                              |                              |                              |                              |                              |                              |                              |                              |
| Príncipe Pío > Casa de Campo | Príncipe Pío > Casa de Campo | Príncipe Pío > Casa de Campo | Príncipe Pío > Casa de Campo | Príncipe Pío > Casa de Campo | Príncipe Pío > Casa de Campo | Príncipe Pío > Casa de Campo | Príncipe Pío > Casa de Campo | Príncipe Pío > Casa de Campo | Príncipe Pío > Casa de Campo | Príncipe Pío > Casa de Campo | Príncipe Pío > Casa de Campo | Príncipe Pío > Casa de Campo | Príncipe Pío > Casa de Campo | Príncipe Pío > Casa de Campo | Príncipe Pío > Casa de Campo | Casa de Campo > Príncipe Pío | Casa de Campo > Príncipe Pío | Casa de Campo > Príncipe Pío | Casa de Campo > Príncipe Pío | Casa de Campo > Príncipe Pío | Casa de Campo > Príncipe Pío | Casa de Campo > Príncipe Pío | Casa de Campo > Príncipe Pío | Casa de Campo > Príncipe Pío | Casa de Campo > Príncipe Pío | Casa de Campo > Príncipe Pío | Casa de Campo > Príncipe Pío | Casa de Campo > Príncipe Pío | Casa de Campo > Príncipe Pío | Casa de Campo > Príncipe Pío | Casa de Campo > Príncipe Pío |
| 07                           | 08                           | 09                           | 10                           | 11                           | 12                           | 13                           | 14                           | 15                           | 16                           | 17                           | 18                           | 19                           | 20                           | 21                           | 22                           | 07                           | 08                           | 09                           | 10                           | 11                           | 12                           | 13                           | 14                           | 15                           | 16                           | 17                           | 18                           | 19                           | 20                           | 21                           | 22                           |
| 30                           | 00 30                        | 00 30                        | 00 30                        | 00 30                        | 00 30                        | 00 30                        | 00 30                        | 00 30                        | 00 30                        | 00 30                        | 00 30                        | 00 30                        | 00 30                        | 00 30                        | 00                           | 30                           | 00 30                        | 00 30                        | 00 30                        | 00 30                        | 00 30                        | 00 30                        | 00 30                        | 00 30                        | 00 30                        | 00 30                        | 00 30                        | 00 30                        | 00 30                        | 00 30                        | 00                           |

## Recorrido y paradas
NOTA: Debido a las obras de soterramiento de la autovía A-5, las paradas sombreadas en naranja sustituyen a aquellas sombreadas en rojo, hasta fin de obras.

### Sentido Casa de Campo
Partiendo de la dársena 8 de la terminal subterránea de autobuses de la estación de Príncipe Pío, la línea sale a la Glorieta de San Vicente, donde toma el Paseo de la Virgen del Puerto hasta llegar a la intersección con la calle Segovia, donde gira a la derecha para franquear el río Manzanares por el Puente de Segovia, al final del cual toma el Paseo de Extremadura, por el que sube hasta la confluencia con la Avenida de Portugal.
En este punto, la línea llega a una rotonda donde toma la salida en dirección a la Casa de Campo, circulando dentro de la misma por el Paseo del Robledal, la Carretera del Zarzón y el Paseo Puerta de Batán, al final del cual llega al área intermodal de Casa de Campo.
| Código | Parada                                    | Común con          | Conexiones con Metro y Cercanías | Otros |
| ------ | ----------------------------------------- | ------------------ | -------------------------------- | ----- |
| 3907   | PRÍNCIPE PÍO (Intercambiador - dársena 8) |                    | Príncipe Pío                     |       |
| 605    | Príncipe Pío-Campo del Moro               | 41                 |                                  |       |
| 606    | Ermita Virgen del Puerto                  | 25 39 41 62 138 C2 |                                  |       |
| 608    | Puente de Segovia                         | 25 39 138 158      |                                  |       |
| 871    | Puente de Segovia-Paseo de Extremadura    | 31 36 39 65 158    |                                  |       |
| 873    | Puerta del Ángel                          | 31 36 39 65 158    | Puerta del Ángel                 |       |
| 875    | Paseo de Extremadura-Guadarrama           | 31 36 39 65        |                                  |       |
| 877    | Paseo de Extremadura-Albéniz              | 31 36 39 65        |                                  |       |
| 879    | Alto de Extremadura                       | 31 36 39 65        | Alto de Extremadura              |       |
| 51205  | Puerta del Ángel                          |                    | Puerta del Ángel                 |       |
| 51206  | Avenida de Portugal-Fruela                |                    |                                  |       |
| 51207  | Avenida de Portugal-Avenida Principal     |                    |                                  |       |
| 4207   | Robledal                                  |                    |                                  |       |
| 2298   | Albergue Juvenil                          |                    |                                  |       |
| 5743   | Parque de Atracciones                     |                    |                                  |       |
| 5744   | Venta del Batán                           |                    |                                  |       |
| 2301   | Zoo                                       |                    |                                  |       |
| 5173   | CASA DE CAMPO                             |                    | Casa de Campo                    |       |

### Sentido Príncipe Pío
Partiendo del área intermodal de Casa de Campo, la línea se adentra en la Casa de Campo circulando por el Paseo de la Puerta del Batán, la Carretera del Zarzón y el Paseo de la Venta del Batán, al final del cual, pasando junto a la estación de Batán, toma la calle Villamanín para salir a la A-5 en la intersección con la calle Carlina.
A continuación, la línea circula por la A-5 hasta desviarse por el tramo urbano del Paseo de Extremadura. Desde aquí, el recorrido es idéntico a la ida pero en sentido contrario hasta su cabecera.
| Código | Parada                                    | Común con              | Conexiones con Metro y Cercanías | Otros |
| ------ | ----------------------------------------- | ---------------------- | -------------------------------- | ----- |
| 5173   | CASA DE CAMPO                             |                        | Casa de Campo                    |       |
| 3940   | Zoo                                       |                        |                                  |       |
| 2302   | Venta del Batán                           |                        |                                  |       |
| 2303   | Parque de Atracciones                     |                        |                                  |       |
| 2627   | Batán                                     | 65                     | Batán                            |       |
| 2305   | Villamanín                                | 65                     |                                  |       |
| 2306   | Surbatán                                  | 65                     |                                  |       |
| 883    | El Olivillo                               | 36 39 65               |                                  |       |
| 911    | Avenida de Portugal                       | 36 39 65               |                                  |       |
| 51128  | Cebreros-Sepúlveda                        | 65                     |                                  |       |
| 51131  | Cebreros-Higueras                         | 36 65                  | Lucero                           |       |
| 2256   | Higueras                                  | 31 36 39 65            |                                  |       |
| 880    | Alto de Extremadura                       | 31 36 39 65            | Alto de Extremadura              |       |
| 878    | Paseo de Extremadura-Albéniz              | 31 36 39 65            |                                  |       |
| 876    | Paseo de Extremadura-Guadarrama           | 31 36 39 65            |                                  |       |
| 874    | Puerta del Ángel                          | 31 36 39 65 158        | Puerta del Ángel                 |       |
| 872    | Puente de Segovia-Paseo de Extremadura    | 31 36 39 65 138 158    |                                  |       |
| 609    | Puente de Segovia                         | 25 39 41 62 138 158 C1 |                                  |       |
| 607    | Príncipe Pío-Campo del Moro               | 25 39 41 158           |                                  |       |
| 3907   | PRÍNCIPE PÍO (Intercambiador - dársena 8) |                        | Príncipe Pío                     |       |